# Callicentrus multidentatus
Callicentrus multidentatus är en insektsart som beskrevs av Ramos 1979. Callicentrus multidentatus ingår i släktet Callicentrus och familjen hornstritar. Inga underarter finns listade i Catalogue of Life.